# Paepalanthus muscosus
Paepalanthus muscosus är en gräsväxtart som beskrevs av Friedrich August Körnicke. Paepalanthus muscosus ingår i släktet Paepalanthus och familjen Eriocaulaceae. Inga underarter finns listade i Catalogue of Life.